# Janvier 1925

## Événements
- France : création du Conseil économique et social.
- Création de la République autonome du Gorno-Badakhshan.
- Syrie : Maxime Weygand est rappelé et remplacé comme haut-commissaire par le général Maurice Sarrail, qui promet des élections en Syrie mais refuse la réunification du pays.

- 1er janvier : 
  - Carlos José Solórzano (conservateur), élu président du Nicaragua.
  - La capitale de la Norvège Christiania reprend son ancien nom d'Oslo.
  - La compagnie française « Franco-Roumanie » (Compagnie de Navigation Franco-Roumaine), qui exploite les plus grands réseau du monde grâce à ses liaisons jusqu'en Russie et en Chine, change de nom pour adopter celui de Compagnie Internationale de Navigation Aérienne (CIDNA).

- 18 janvier  : premier vol de l'avion Dewoitine D.1 de série type D.1ter.

- 20 janvier : traité de Pékin[1]. Accord Japon-Union soviétique.

- 24 et 25 janvier : le dirigeable américain USS Los Angeles transporte 25 savants à l'occasion d'une éclipse solaire.

- 31 janvier : proclamation de la république albanaise par Ahmed Zougu, qui se nomme président.

## Naissances
- 1er janvier : Pierre Laffitte, personnalité politique française († 7 juillet 2021).
- 2 janvier : Francesco Colasuonno, cardinal italien, nonce apostolique au Mozambique (en) puis au Zimbabwe (en), en Yougoslavie (en), en Pologne, en Russie et enfin en Italie (en) († 31 mai 2003).
- 7 janvier : Sam Woodyard, batteur de  jazz américain († 20 septembre 1988).
- 8 janvier : René Ben Chemoul, catcheur français († 17 septembre 2010).
- 9 janvier : 
  - Lee Van Cleef, acteur américain († 16 décembre 1989).
  - Jean Poperen, homme politique français († 23 août 1997).
- 10 janvier : Letitia Obeng, zoologiste ghanéenne († 27 mars 2023).
- 12 janvier : Georges Perron, évêque catholique français, capucin et évêque émérite de Djibouti († 6 mai 2021).
- 14 janvier : Yukio Mishima, écrivain japonais († 25 novembre 1970).
- 15 janvier : Liu Binyan (刘 宾 雁), écrivain chinois († 5 décembre 2005).
- 16 janvier : Anne-Marie Carrière, comédienne française († 29 décembre 2006).
- 17 janvier : 
  - Duane Hanson, sculpteur américain († 6 janvier 1996).
  - Edgar Ray Killen, américain, ancien membre du Ku Klux Klan, responsable du meurtre de trois militants des droits civiques († 11 janvier 2018).
- 18 janvier : Gilles Deleuze, philosophe français († 4 novembre 1995).
- 26 janvier :
  - Paul Newman, acteur américain († 26 septembre 2008).
  - Claude Ryan, journaliste politicien québécois, canadien († 9 février 2004).
- 27 janvier : Adolphe Steg, Médecin, urologue et résistant tchécoslovaque puis français († 11 avril 2021).
- 30 janvier : Léon Hégelé, évêque catholique français, évêque auxiliaire émérite de Strasbourg († 11 février 2014).

## Décès
- 21 janvier : Maurice Loutreuil, peintre français (° 16 mars 1885).
- 30 janvier : Karl Hauss, homme politique allemand